# The Strange Door
The Strange Door este un film de groază britanic din 1951 regizat de Joseph Pevney. Rolurile principale sunt interpretate de actorii Charles Laughton și Boris Karloff.

## Distribuție
- Charles Laughton
- Boris Karloff
- Sally Forrest
- Richard Stapley
- Alan Napier
- Norgan Farley
- Paul Cavanagh
- Michael Pate